# Friedrich Kretz
Friedrich Kretz SAC (ur. w 1952 w Mühlhausen k. Kraichgau) – niemiecki ksiądz katolicki, generał pallotynów w latach 2004-2010.
Święcenia kapłańskie przyjął w 1981. Pracował jako wychowawca w internacie w Bruchsal, następnie jako wikariusz w Stuttgarcie. W latach 1990–96 pełnił funkcję mistrza nowicjatu w Untermerzbach. W latach 1996–2004 był prowincjałem pallotyńskiej Prowincji Najświętszego Serca Jezusowego w Niemczech. W październiku 2004 wybrany przez obradujące w Rzymie XIX Zebranie Generalne Stowarzyszenia Apostolstwa Katolickiego generałem pallotynów. Jego kadencja upłynęła w 2010.